# Římskokatolická farnost Říkovice
Římskokatolická farnost Říkovice je územním společenstvím římských katolíků v rámci přerovského děkanátu olomoucké arcidiecéze s farním kostelem svaté Anny.

## Historie
První zmínka o obci pochází z roku 1274. Historie Říkovic byla od počátku spojena s olomouckým biskupstvím, které vesnici přidělovalo jako léno vladyckým rodům. Nejdéle obci spravoval mezi roky 1476 až 1786 rod Říkovských z Dobrčic. Říkovští obyvatelé před rokem 1877 docházeli na mše do kostela v Horní Moštěnici. Poté byly Říkovice přefařeny do bližších Žalkovic. V obci byla kaple sv. Anny vybudována v roce 1855. Na místě kaple byl v roce 1909 vystavěn stejnojmenný kostel.
V roce 1915 byla v obci vybudována fara a zřízena samostatná farnost.

## Duchovní správci
Od září 2017 je administrátorem excurrendo R. D. Mgr. Grzegorz Zych.

## Bohoslužby
| Kostel     | Místo    | Bohoslužba (den) | Hodina                                            | Poznámka     |
| ---------- | -------- | ---------------- | ------------------------------------------------- | ------------ |
| svaté Anny | Říkovice | neděle pátek     | 8.00 (zima)/9.00 (léto) 16.30 (zima) 18.30 (léto) | Farní kostel |

## Aktivity farnosti
Ve farnosti se pravidelně koná tříkrálová sbírka. V roce 2017 se při ní v Říkovicích vybralo 12 743 korun.